# Автомобильная промышленность КНДР
Автомобильная промышленность КНДР — отрасль экономики Корейской Народно-Демократической Республики.
Производство транспорта в КНДР в основном ориентированно на нужды Корейской народной армии, промышленности и строительства. Помимо автомобилей и грузовиков, в КНДР также выпускают автобусы, троллейбусы и трамваи . 
Объёмы производства в КНДР значительно ниже, чем в соседней Южной Корее. КНДР не состоит в Международной организации автомобильных производителей (МОАП) (фр. Organisation internationale des constructeurs automobiles) или каких-либо других комитетах ООН, поэтому информации по автомобильной промышленности КНДР мало. МОАП не публикует данные по автомобильной промышленности КНДР. По сообщениям сторонних наблюдателей, КНДР имеет возможность производить от 40 до 50 тыс. единиц транспорта в год, однако в течение последних нескольких лет произведено только несколько тысяч, причиной чего является текущий финансовый кризис.

## История
Автомобильная промышленность КНДР зародилась ещё во времена существования СССР, когда ей было предоставлено право производить транспорт по советским лицензиям[когда?]. Советский Союз оказал посильную помощь в строительстве автомобильных заводов КНДР, оборудовав их советскими технологиями. Первые автомобили, произведённые в КНДР, были копиями советских, таких как грузовики ГАЗ-51, легковые автомобили повышенной проходимости ГАЗ-69 с полным приводом, легковые автомобили ГАЗ-М-20 «Победа».
КНДР также начала экспорт автомобилей в другие страны, в частности, во Вьетнам. Mekong Auto продаёт автомобили во Вьетнаме по лицензии Fiat.

## Автомобильные производители

### Автомобильный завод Sungri
В 1950 года в Токчхоне был построен первый крупный автозавод. Он производит пассажирские автомобили и автомобили повышенной проходимости, малые, средние и большие грузовики, строительные грузовики, грузовики повышенной проходимости и автобусы под именем «Сынри», «Чаджу» и другие.

### Пхёнхва
Основанный в 2000 году «Пхёнхва Моторс» в Нампхо — автомобильная компания, представляющая собой совместное предприятие южнокорейской компании «Пхёнхва Моторс», принадлежащей Церкви Объединения Мун Сон Мёна, и северокорейской «Рёбон». Продукция «Пхёнхва Моторс» продаётся под марками «Hwiparam», «Bbeokgugi» («Peokkugi») и «Zunma»: малые автомобили и автомобили класса «люкс», минивэны, SUV, пикапы.

### Автозавод «Пхёнсан»
В 1968 году автозавод «Пхёнсан» в Пхёнсане на заводе «Сынри Моторс» начал производство моделей «Кэнсэн» и «Кэнсэн NA» — модифицированный автомобиль Сынри-4.10 4×4 (комбинация ГАЗ-69 и Jeep) и модифицированный пикап Сынри-4.25 4×4.
В 1970-х годах также начался выпуск «Тхэпэксан»[что?] и малых грузовиков «Тхуджэн».
С 1987 по 1988 на заводе велась разработка легкового автомобиля «Кхэнсэн 88».

### Завод «30 марта»
С 1982 года завод «30 марта» выпускает 100-тонные самосвалы Консор-100

### Завод «Чхонджин»
С 1974 года завод по производству троллейбусов и автобусов «Чхонджин», находящийся в одноимённом городе, выпускает Чипхсам-74, Чхонёнджунви и Чхонджин, сочленённые троллейбусы Чипхсам-86, автобусы Пхёнъян-9.25 и Чипхсам-86, −88.

### Завод «Пхёнъян»
С 1961 года завод по производству троллейбусов и автобусов «Пхёнъян» выпускает Чхоллима-1, −2, −9.11, −9.25, −70, −72, −74, −84 и Чхонён, Чхонёнджунви, Икарус-260T и Чхоллима-032, сочленённые троллейбусы Чхоллима-962, −90/903, Икарус-280Т и Сонъён, автобусы Пхёнъян-9.25, сочленённые автобусы Кванпоксонъён и мини-автобусы Чхоллима.

### Завод имени Ким Чон Тхэ
Завод имени Ким Чон Тхэ в Пхеньяне начиная с 1990-х годов выпускает модифицированные чешские трамваи Tatra KT4.